# Valbrona
Valbrona – miejscowość i gmina we Włoszech, w regionie Lombardia, w prowincji Como.
Według danych na rok 2004 gminę zamieszkiwało 2446 osób, 188,2 os./km².